# Aegerosphecia fulviventris
Aegerosphecia fulviventris is een vlinder uit de familie wespvlinders (Sesiidae), onderfamilie Sesiinae.
Aegerosphecia fulviventris is voor het eerst wetenschappelijk beschreven door Le Cerf in 1916. De soort komt voor in het Oriëntaals gebied.